# エドウィン・シウ
エドウィン・シウ（蕭正楠、Edwin Siu、1977年3月23日 - ）は、香港の歌手、俳優。本名は蕭錦麟。身長180cm、体重68kg、おひつじ座。香港城市大学卒業。ミュージック・ネイション/TVB所属。
2002年、NOW.COMウェブドラマ『沙灘．排球．梳乎厘』の主役で俳優デビュー。同年に歌手としても活動を始める。
音楽界としては、2002年に広東語のアルバム「Born To Fly」で歌手デビュー。2003年には「激鬥戦車」と「你想我點」をリリース。

## 出演作品

### テレビドラマ
- 2002年：NOW.COMウェブドラマ『沙灘．排球．梳乎厘』 - Edwin 役
- 2002年：NOW.COMウェブドラマ『接受我』 - 外賣仔 役
- 2002年：NOW.COMウェブドラマ『百分百感覚 冬日恋曲』 - 麥潤寿 役
- 2003年：NOW.COMウェブドラマ『吻了再説』 - 梁波 役
- 2003年：TVBドラマ『恋愛自由式』 - 湯継楽（Edwin） 役
- 2004年：NOW.COMウェブドラマ『金甲虫探偵学院』 - Edwin 役
- 2004年：NOW.COM音楽番組『日光.楠』 - Edwin 役
- 2004年：TVBドラマ『廉政行動2004』 - 洪国強 役
- 2004年：中国テレビドラマ『中華一番!』 - 劉昴星 役
- 2005年：TVBドラマ『奇幻潮』 - 收買佬 役
- 2005年：中国テレビドラマ『花之恋』
- 2005年：中国テレビドラマ『球愛俏佳人』 - 胡子俊 役
- 2006年：中国テレビドラマ『模特秀』 - 紀陽 役
- 2006年：中国テレビドラマ『情歌因你動聴』
- 2007年：中国テレビドラマ『相遇』
- 2007年：中国テレビドラマ『夢想人間』 - 衛星 役
- 2008年：TVBドラマ『東山飄雨西關晴』 - 關浩長 役
- 2009年：TVBドラマ『古靈精探II』 - 甘至峰 役
- 2009年：TVBドラマ『宮心計』 - 李瀍（唐武宗）、李炎 役
- 2010年：中国テレビドラマ『四人の義賊 一枝梅』 - 應無求 役
- 2011年：中国テレビドラマ『織姫の祈り』‐方甯 役
- 2011年：TVBドラマ『女拳』 - 德川一夫 役
- 2011年：TVBドラマ『法證先鋒III』 - 何正民 役
- 2012年：TVBドラマ『當旺パパ』 - 葉貴 役
- 2012年：TVBドラマ『拳王』 - 梁恩樺 役
- 2012年：TVBドラマ『天梯』 - 賀世豪 役
- 2012年：TVBドラマ『大太監』 - 凌添寿 役
- 2013年：TVBドラマ『仁心解碼II』 - 梁啓榮 役
- 2013年：TVBaドラマ『神探コロンボ』 - 蔡飛竜 役
- 2013年：TVBドラマ『巨輪』 - 羅威信 役
- 2017年：TVBドラマ『超時空男臣』‐袁崇煥 役
- 2018年：TVBドラマ『宮心計2深宮計』‐何離 役

### 映画
- 1999年：『監獄風雲少年犯』 - PC 役
- 2003年：『六楼后座』 - Edwin 役
- 2003年：『非典人生』 - 浩然 役
- 2003年：『咒楽園』 - 楊天倫 役
- 2004年：『失驚無神』 - 澤 役
- 2004年：『醫生無悔』 - 黎家喬 役
- 2004年：『無法尖叫』（中国） - 風嗚 役
- 2004年：『格日勒』（中国） - 方方 役
- 2004年：『爆裂都市』 - 警察 役
- 2005年：『妃子笑』 - 皇帝 役
- 2009年：『LAUGHING GOR之変節』

### 舞台
- 2003年：『小海白』

## アルバム
- 2002年：『Born To Fly』
- 2002年：『Edwin』
- 2003年：『激鬥戦車』
- 2003年：『你想我點』
- 2004年：『故事』